# Rob Roberge
Pour les articles homonymes, voir Roberge.
Œuvres principales
- Menteur: Un mémoire

Rob Roberge, né le 22 juin 1966 à Bridgeport, au Connecticut, est un écrivain américain.

## Œuvres

### Romans
- Panne sèche, Gallimard, 2006 ((en) More Than They Could Chew, William Morrow and Company, 2005), trad. Nicolas Richard, 336 p.  (ISBN 978-2070776078)
- (en) Drive, Hollyridge Press, 2010
- À tout prix, 13e note éditions, 2014 ((en) The Cost of Living, OV Books, 2013), trad. Nicolas Richard, 404 p.  (ISBN 978-2363740618)

### Mémoires
- Menteur: Un mémoire, Gallimard, 2017 ((en) Liar: A Memoir, Crown/Archetype, 2016), trad. Nicolas Richard, 272 p.  (ISBN 978-2070148387)

### Recueil de nouvelles
- La Tête à l'envers, les pieds au mur, 13e note éditions, 2012 ((en) Working Backwards from the Worst Moment of My Life, Red Hen Press, 2010), trad. Nicolas Richard, 175 p.  (ISBN 978-2363740397)